# Tenczyn
Tenczyn – wieś w Polsce, położona w województwie małopolskim, w powiecie myślenickim, w gminie Lubień.
W latach 1975–1998 wieś należała administracyjnie do województwa nowosądeckiego.

## Integralne części wsi
| części wsi | Bajakowa, Bieńkowa, Ciaśkowa, Czarnotowa, Filipcowa, Flagowa, Gilowa, Główkowa, Golcowa, Graczowa, Granica, Jędryskowa, Karpęczowa, Karpierzowa, Kołatkowa, Kołodziejowa, Krętoniowa, Krzeczówka, Krzysiowa, Kunowa, Kutrybkowa, Leksandrowa, Marytowa, Matlakowa, Michalakowa, Mikułowa, Mońkowa, Morgi Sołtysie, Pajkowa, Pasiowa, Polakowa, Potok, Pustelnikowa, Pustki, Rapaczowa, Sobczakowa, Stojebowa, Susiowa, Szczyrbułowa, Uchaczowa, Wilczakowa, Wojtaszkowa, Wójcikowa |

## Historia

### Prehistoria
Przed 100 milionami lat na terenie dzisiejszego Tenczyna znajdowało się głębokie morze Tetydy. Do morza, z okolicznych lądów, rzeki znosiły różnej wielkości okruchy skalne: żwiry, piaski, muły. Na dnie tego głębokiego morza, zgniecione własnym ciężarem i ciężarem wody, okruchy skalne zlepiły się, tworząc lite skały: zlepieńce, piaskowce, iły i łupki. Nazywano to fliszem karpackim. Są to naprzemianległe warstwy zlepieńców, piaskowców, iłów, łupków szarych i pstrych.
Między tymi warstwami skalnymi można odnaleźć ślady pełzania zwierząt (hieroglify). Można je spotkać w dolinie Tenczynki, powyżej ujścia Kunowego Potoku. Często w warstwach skalnych można spotkać ślady podmorskiego osuwania się mas skalnych (ripremarki). W pęknięciach warstw skalnych widać zabliźnienia wypełnione drobnymi, białymi żyłkami kalcytu.
Potężne siły górotwórcze fałdowania alpejskiego w erze kenozoicznej wydźwignęły góry w postaci fałd i płaszczowin. Płaszczowina nasunięta na terenie Tenczyna nosi nazwę magurskiej. Ukształtowała się ona w epokach geologicznych: eocenie i górnym oligocenie (okres 60–30 mln lat temu).
Piaskowce eksploatowane w kamieniołomie tenczyńskim od 1934 to grubo ławicowe piaskowce serii magurskiej.
Wydźwignięty teren przez miliony lat rozcinany był dolinami rzecznymi. Tam, gdzie skały były miękkie, powstawały doliny. Tam, gdzie były twarde, ukształtowały się góry. Charakterystyczną ich cechą są niesymetryczne stoki, łagodne od południa, a strome od północy.

### Średniowiecze i nowożytność
Pierwsze wzmianki historyczne wsi sięgają początków XV w. Wtedy osada nazywała się Toporów i należała do rodu Tęczyńskich herbu Topór. Później przyjęła się nazwa Tenczyn. Jan Tęczyński – wojewoda i kasztelan krakowski – w roku 1468 w parafii Pcim na surowym korzeniu osadził wieś. Pierwotnie nazywała się ona Toporów. Legenda wiąże tę nazwę z zasadźcami przybyłymi w te tereny, którzy toporami karczowali nieprzebyte puszcze od wierzchu Lubonia i Szczebla po płynący pośrodku potok. W rzeczywistości jednak nazwa odnosi się do herbu  Tęczyńskich – Topór.
Nie wiadomo, dlaczego i kiedy nazwę tę zmieniono na Tęczyn – od rodu założycieli. Brak też informacji, kiedy i dlaczego pojawiła się pisownia Tenczyn, która funkcjonuje do dziś.
Taką pisownię wyjaśnia jednak jedna z legend. Mówi ona o romantycznym czynie króla Kazimierza Wielkiego z Kasieńką, do jakiego doszło pod wielkim dębem na terenie dzisiejszego Tenczyna. Druga zaś o niechlubnym czynie – zabójstwie, do jakiego doszło pomiędzy dwoma braćmi karczującymi toporami las.
Źródła historyczne wspominają Tenczyn – jako głośną z wystąpień chłopskich wieś kasztelani krakowskiej – dopiero w 1581 roku. W tym czasie jest już jednak wsią rozległą, licząca 30 łanów kmiecych, pół łanu sołtysiego, dwóch zagrodników i ośmiu komorników. Wieś królewska Tęczyn położona była w drugiej połowie XVI wieku w powiecie szczyrzyckim województwa krakowskiego. Wchodziła w skład klucza myślenickiego, stanowiącego uposażenie kasztelanów krakowskich. Wieś wraz z folwarkiem wchodziła w 1662 roku w skład hrabstwa tęczyńskiego Łukasza Opalińskiego.
W 1777 r. miejscowe sołectwo nabyła od rządu austriackiego księżna Franciszka z Krasińskich. Jako wiano jej córki Marii wieś przeszła na ród Carignan, następnie Montléart. W 1874 r. Tenczyn stał się własnością księżnej Cecylii Lubomirskiej i pozostawał w rękach jej spadkobierców do 1945 r.
W 1885 r. ustanowiono w Tenczynie filię szkoły w Lubniu. W 1891 r. filia została przekształcona w szkołę etatową.
2 września 1939 r. na granicy z Krzeczowem rozbił się samolot rozpoznawczy Henschel Hs-126, strącony przez obronę przeciwlotniczą 10 Brygada Kawalerii nad Lubniem. W wyniku bombardowań i podpaleń przez wkraczające wojska niemieckie w Tenczynie spłonęło 85 gospodarstw i śmierć poniosło 6 mieszkańców.  20 czerwca 1943 r. podczas pacyfikacji Krzeczowa  Niemcy aresztowali kilku mieszkańców Tenczyna.
W 1989 r. erygowana została Parafia Matki Bożej Królowej Polski w Tenczynie. W 1995 r. powstał na jej terenie Dom Rekolekcyjny Braci Kapucynów.

## Urodzeni w Tenczynie
Ks. Stanisław Główka ps. Robak – do 1940 proboszcz w Chochołowie, w czasie wojny współorganizator przerzutu kurierów przez granicę, od 1944 r. kapelan obwodu Armii Krajowej „Murawa”.
Ks. Michał Rapacz – administrator parafii w Płokach k. Trzebini, zamordowany w 1946 r. w bestialski sposób przez komunistyczną bojówkę.

## Warunki geograficzne
Cała wieś leży w dorzeczu Tenczynki, do której z prawej strony dopływają potoki:  Karpierzowy, Wilczakowy, Rapaczowy, Mikułowy, Kutrybkowy, Graczowy i Marytowy.  Lewymi dopływami są potoki:  Karpęczowy, Stojebowy, Kunowy, Jędryskowy, Potok, Bajakowy, Matlakowy, Leksandrowy i Wójcikowy.
Rzeka Tenczynka jest typowym potokiem górskim, spadek jej wynosi 45%. Koryto rzeki ma szerokość od 1 m do 10 m. Rzece towarzyszy kamieniec o szerokości 15 do 40 m, oraz zalewowa terasa rzeczna o szerokości 1–1,5 m do 120 m. Na takiej terasie wybudowana jest szkoła i boisko sportowe. Kamieniec wyścielony jest płaskimi otoczkami piaskowcowymi. Kiedyś te płaskie kamienie, po wezbraniach wody, zbierano i układano z nich podmurówki domów, piwnice, ogródki i wykładano podwórka.
Duże okruchy skalne pochodzą z miejscowego kamieniołomu. Skały te wrzucano do rzeki w miejscach intensywnej erozji rzecznej (np. pod mostem koło szkoły). Dolina u wylotu rozszerza się do około 500 m szerokości. W 2005 roku rzekę uregulowano, odbudowane zostało koryto i wybudowane cztery stopnie wodne.
Obszar Tenczyna leży w umiarkowanym piętrze klimatycznym z typowym dla obszaru górskiego spadkiem temperatury wraz z wysokością. Na wysokości 340–600 m n.p.m. znajduje się piętro umiarkowanie ciepłe, a na wysokości 600–1100 m n.p.m. piętro umiarkowane chłodne. Charakterystycznymi cechami mikroklimatu Tenczyna jest chłodne lato, inwersja temperatur w zimie, mgielna jesień, duże nasłonecznienie zwłaszcza na stokach Szczebla, wiatry dolinne, wiatr halny, częste zjawiska tęczy, częste i nagłe zmiany pogody. Średnie temperatury roku w Tenczynie wynoszą około 5–8 stopni Celsjusza.
Gleby w Tenczynie należą do mało żyznych IV, V i VI klasy bonitacyjnej. Są to gleby bielicowe, wytworzone na podłożu piaskowym i ilastym. Zawierają one niewielką warstwę próchnicy, są mało żyzne. Profil glebowy mają słabo rozwinięty. Spowodowane jest to dużym nachyleniem stoków (10–20 stopni w dolinach i 20–40  stopni w górnych partiach). Na tak stromych stokach bardzo intensywne jest wypłukiwanie gleby przez wody opadowe i roztopowe. Przy każdym wezbraniu w potokach płynie duża ilość materiału skalnego i humusu wypłukanego z pól uprawnych i lasów.

## Położenie

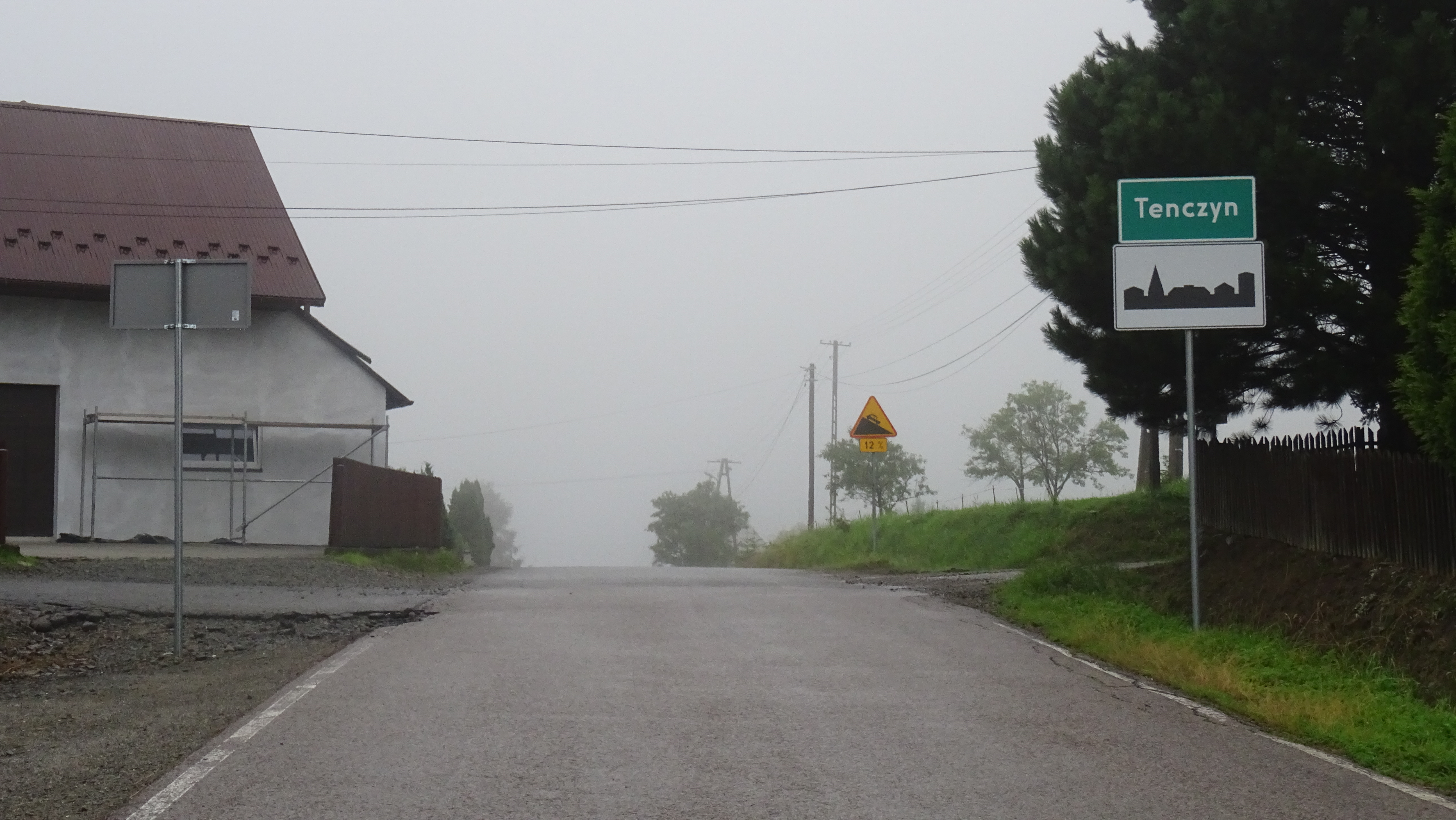
Wjazd do Tenczyna od Glisnego.

Miejscowość położona jest przy drodze krajowej nr 7 (fragment międzynarodowej trasy E77) z Krakowa do Zakopanego, stanowiącej na tym odcinku część Zakopianki. Znajduje się na obszarze Beskidu Wyspowego, pomiędzy szczytami Zębalowej (od strony zachodniej), a Luboniem Wielkim i Szczeblem. Przez miejscowość przebiega lokalna droga łącząca ją poprzez Przełęcz Glisne z Mszaną Dolną.
Wieś jest położona jest na skraju Beskidu Wyspowego, który jest częścią pasma Karpat. Cechą krajobrazu wyróżniającą ten obszar Beskidów są pojedyncze wysokie szczyty rozdzielone głębokimi dolinami rzecznymi.
Tenczyn leży między Luboniem Wielkim (1022 m), Szczeblem (977 m) i Zębalową (858 m) w dolinie potoków Tenczynki i Krzeczówki.
Wieś zajmuje powierzchnię 2179 ha i rozpościera się na północnym stoku Lubonia Wielkiego, południowym stoku Szczebla i Czechówki (721 m) wschodnim stoku Czarnotowej Góry (525 m). Granice wsi wyznaczone są w terenie naturalnymi liniami i biegną brzegami górskimi.
Wieś podzielona jest na 42 role rozmieszczone wzdłuż potoku Krzeczówka, aż do granicy z Krzeczowem i wzdłuż potoku Tenczynka, aż do Przełęczy Glisne (634 m). Najniżej położonym miejscem jest dolina Tenczynki na roli Flagowej (400 m) Różnice wysokości w Tenczynie sięgają 622 m.